# Dean O'Brien
Dean O'Brien (nacido el 15 de mayo de 1990) es un tenista profesional sudafricano. Su ranking individual más alto fue el No. 507 alcanzado el 21 de abril de 2014, mientras que en dobles logró el puesto Nº 119 el 2 de noviembre de 2015.